# Ernest Babelon

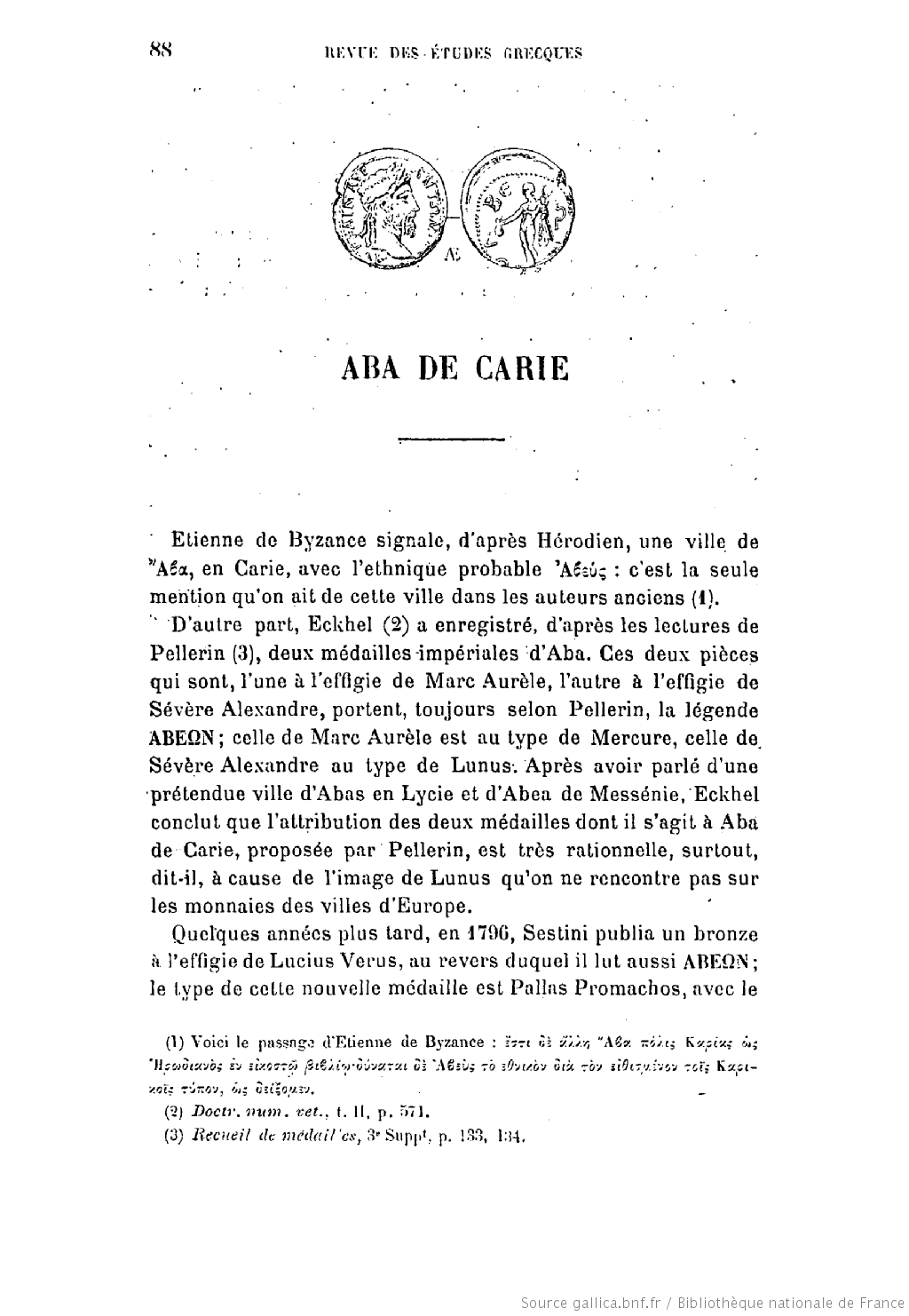
Artykuł E. Babelona z zakresu numizmatyki klasycznej
(Revue des études grecques, 1888)

Ernest (Charles François) Babelon (ur. 7 listopada 1854 w Sarrey, zm. 3 stycznia 1924 w Paryżu) – francuski bibliotekarz, historyk, gliptograf i numizmatyk.
Absolwent Państwowej Szkoły Kartografii (École nationale des chartes), po uzyskaniu dyplomu archiwisty-paleografa (1878) podjął pracę w paryskiej Bibliotece Narodowej. Od 1890 na stanowisku kierowniczym w Gabinecie Medali, a następnie mianowany jego dyrektorem (1892), z zachowaniem tej funkcji dożywotnio.
Pierwotnie poświęciwszy się studiom mediewistycznym, dość wcześnie zaczął skłaniać się ku numizmatyce starożytnej, której stał się wybitnym znawcą. Do jego dokonań naukowych należały też badania w dziedzinie gliptografii. Był również specjalistą w zakresie lingwistyki wschodniej i znaną postacią francuskiej archeologii. Wspólnie z Salomonem Reinachem prowadził wykopaliska w Afryce północnej (1883), których rezultaty ogłosił w szeregu publikacji (wspólnych bądź indywidualnych) poświęconych zabytkom rzymskim i kartagińskim. Opracował naukowo (1916) skarb srebrny z Berthouville (Normandia). Zasiadał w wielu komisjach, był współwydawcą „Gazette archéologique”, będąc też autorem licznych artykułów publikowanych tam oraz w „Revue numismatique” i „Mélanges numismatiques”.
Jego działalność w zakresie numizmatyki grecko-rzymskiej była ukierunkowana dwojako: na opracowywanie katalogów numizmatycznych oraz dokonywanie syntezy poszczególnych badań w postaci rozległych prac (corpus). Imponujące 11-tomowe dzieło Traité des monnaies grecques et romaines pozostało jednak niedokończone, podobnie jak przejęte po W.H. Waddingtonie i kontynuowane wraz z Théodorem Reinachem Recueil général..., które z uwagi na bogactwo materiału wciąż ma znaczenie naukowe.
Wielokrotnie odznaczany i honorowany. Za zasługi dla Gabinetu Medali i na polu badań naukowych przyznano mu dwukrotnie (1900 i 1921) Legię Honorową. W 1899 został nagrodzony medalem londyńskiego Royal Numismatic Society, a w 1922 otrzymał medal Archera M. Huntingtona przyznawany przez American Numismatic Society. W 1908 został przewodniczącym Akademii Inskrypcji i Literatury Pięknej.
Był ojcem numizmatyka Jeana Babelona i dziadkiem historyka Jeana-Pierre’a Babelona.

## Publikacje
- Description historique et chronologique des monnaies de la République romaine – 2 tomy (1885–1886)
- Recherches archéologiques en Tunisie (1886) [współautorstwo z S. Reinachem]
- Le cabinet des antiques á la Bibliothèque nationale (1888–1890)
- Manuel d'archéologie orientale (1889)
- Rois de Syrie, d'Armenie et de Commagene. Catalogue des monnaies grecques de la Bibliothèque nationale (1890)
- Les Perses achéménides, les satrapes et les dynastes tributaires de leur empire, Chypre et Phénicie. Catalogue des monnaies grecques de la Bibliothèque nationale (1893)
- La gravure des pierres fines, camées et intailles (1894)
- Carthage (1896)
- Catalogue des camées antiques et modernes de la Bibliothèque nationale (1897)
- Les origines des monnaies de la République romaine (1898)
- Traité des monnaies grecques et romaines – 11 tomów (1901–1933)
- Vercingétorix, étude d'iconographie numismatique (1902)
- Recueil général des monnaies grecques d’Asie mineure, commencé par William Henry Waddington; continué et complété par Ernest Babelon et Théodore Reinach (1908–1925)
- Médailles historiques du règne de Napoleón le Grand, empereur et roi (1912)
- Les monnaies grecques, aperçu historique (1921)
- Introduction générale á l'étude des monnaies de l'antiquité (wyd. pośmiertne 1979)